# Impatiens apsotis
Impatiens apsotis är en balsaminväxtart som beskrevs av Joseph Dalton Hooker. Impatiens apsotis ingår i släktet balsaminer, och familjen balsaminväxter. Inga underarter finns listade i Catalogue of Life.